# Gregory Hofmann
Gregory Hofmann (Neuchâtel, 13 novembre 1992) è un hockeista su ghiaccio svizzero che gioca come attaccante nell'EV Zug, squadra della Lega Nazionale A.

## Carriera

### Club
Gregory Hofmann, dopo una breve parentesi nelle giovanili dell'HC La Chaux-de-Fonds, entrò nel settore giovanile dell'HC Ambrì-Piotta, unendosi nella stagione 2007-2008 alla squadra Under-20 degli Elite Juniores A. Dopo due anni trascorsi nel vivaio leventinese nel campionato 2009-2010 esordì in Lega Nazionale A, seppur giocando solo due incontri. Il 26 aprile 2010 Gregory Hofmann firmò per un prolungamento del proprio contratto con l'Ambrì-Piotta valido fino alla conclusione del campionato 2012-2013. Per il campionato successivo 2010-2011 entrò a pieno titolo nella rosa della formazione, disputando invece altri due incontri nella formazione Under-20. Hofmann concluse la stagione dopo aver disputato 58 partite in cui mise a segno 4 reti fornendo 13 assist. Il 25 giugno 2011 fu selezionato dai Carolina Hurricanes di National Hockey League come 103ª scelta assoluta..
Al termine della stagione 2011-2012 grazie ad una clausola presente nel contratto Hofmann poté liberarsi anticipatamente dall'accordo esistente con l'HC Ambrì-Piotta per passare all'HC Davos, dove milita per tre stagioni, prima di firmare un contratto con l'HC Lugano.

### Nazionale
Nel corso della stagione 2009-2010 per la prima volta Gregory Hofmann fu convocato nella nazionale Under-18 per disputare il Campionato mondiale di hockey su ghiaccio Under-18, conclusosi con cinque gol in sei partite, mentre nelle amichevoli in preparazione a tale evento in 10 partite firmò 11 punti. Nella stagione successiva con la selezione Under-19 partecipò al World Junior A Challenge, mentre con la formazione nazionale Under-20 prese parte al Campionato mondiale di hockey su ghiaccio Under-20 2011, segnato da quattro punti in sei incontri. In occasione di alcune amichevoli in preparazione del mondiale Under-20 Hofmann in 12 partite mise a segno 2 reti e 7 assist.

## Palmarès

### Club
- Campionato svizzero: 2

 Davos: 2014-2015
 Zugo: 2020-2021

### Individuale
- Campionato del mondo U-18:

2010: Top 3 Player on Team